# 트랜스포머

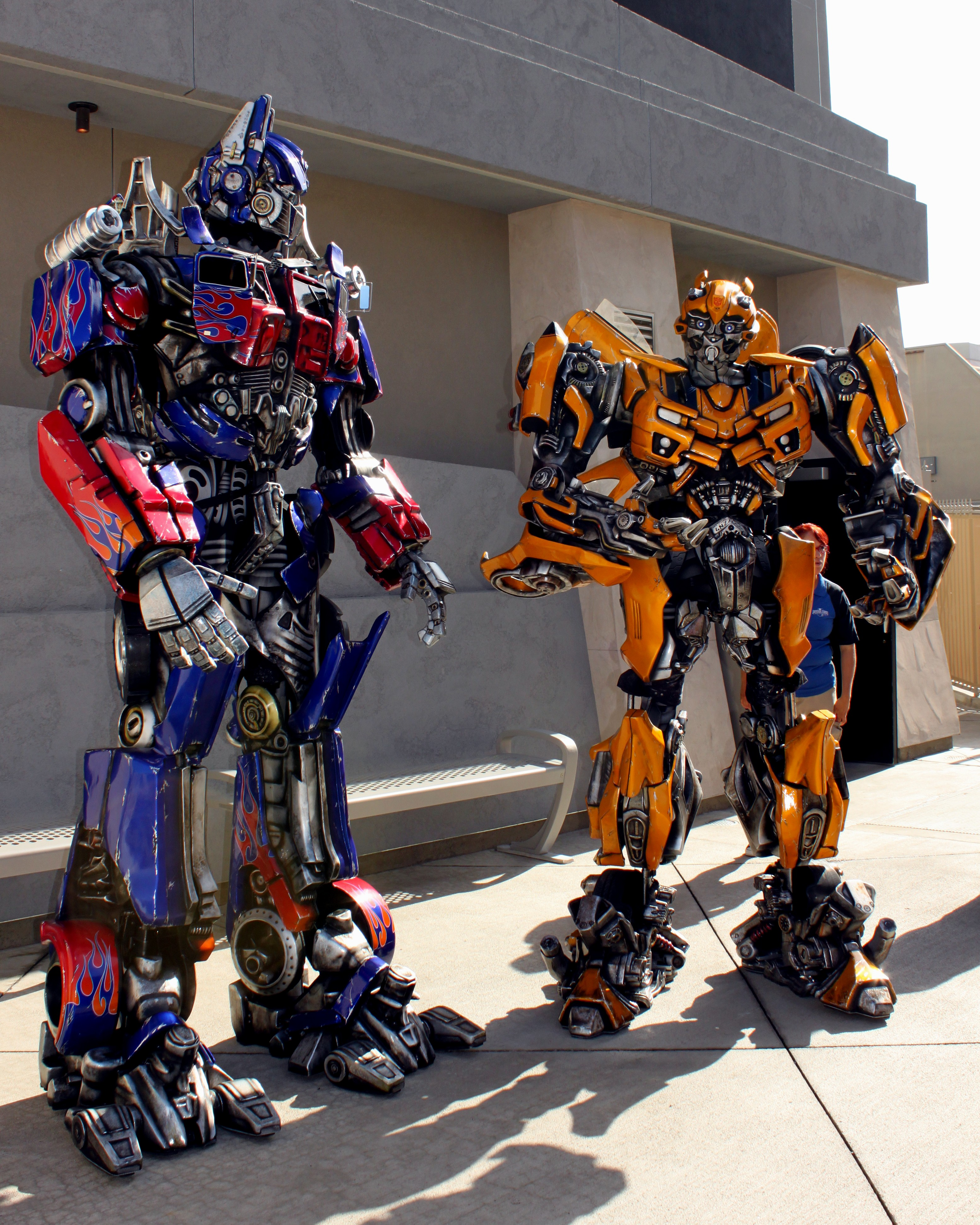

트랜스포머(Transformers)는 미합중국 완구업체 해스브로와 일본 완구업체 타카라토미가 제작한 미디어 프랜차이즈다. 이것은 지각있는 살아있는 자율 로봇, 종종 차량이나 동물과 같은 다른 형태로 변신할 수 있는 오토봇과 디셉티콘의 전투를 따른다. 이 프랜차이즈는 장난감, 애니메이션, 만화책, 비디오 게임, 영화를 포함한다. 2011년 현재 2조2000억 달러(약 250조) 이상의 수익을 창출해 역대 최고 수익을 올린 미디어 프랜차이즈 중 하나가 됐다.
이 프랜차이즈는 1984년 타카라 다이아클론의 메카 장난감을 변형하고 서양 시장을 위해 브랜드가 변경된 마이크로맨 장난감으로 구성된 트랜스포머 완구 라인으로 시작되었다. "제너레이션 1"이라는 용어는 애니메이션 TV 시리즈인 더 트랜스포머와 같은 이름의 만화책 시리즈를 모두 다루고 있으며, 각각 일본어, 영국어 및 캐나다어로 나뉘어 있었다. 제너레이션 2 만화책과 비스트 워즈 TV 시리즈와 같은 시리즈들이 그 뒤를 이었고, 이 시리즈는 자체 작은 세계관이 되었다. 제너레이션 1 캐릭터는 2001년 드림웨이브, 2005년 IDW 출판으로 2차례 리부트를 거쳤고, 2019년부터 3번째로 3번째로 시작되었다. 20세기 동안과 후에 다른 장난감 라인을 기반으로한 이야기의 다른 구체화이었다. 첫 번째는 로봇 인 디스가이즈 시리즈이었고, 그 다음이 "유니크론 3부작"이라고 불리는 단일 세계관을 구성하는 세 개의 프로그램(아마다, 에너존, 사이버트론)으로 이어졌다.
실사영화 시리즈는 2007년에 다시 이전의 구체화와 구별되는 반면, 트랜스포머: 애니메이티드 시리즈는 G1 연속성, 2007년 실사영화, "유니크론 3부작"의 개념을 통합했다. 2010년대 대부분, 리부트의 여파를 완화하기 위한 시도로, "얼라인드" 연속성이 확립되었다. 2018년 트랜스포머: 사이버버스는 다시 한번 이전의 구체화와는 구별되는 공개를 하였다.
처음에는 1983년 분리되고 경쟁하는 프랜차이즈가 시작됐지만 통카의 고봇은 1991년 통카를 인수하면서 해스브로의 지식 재산권이 됐다. 그 후, Challenge of the GoBots의 애니메이션 시리즈 후속 영화 GoBots: Battle of the Rock Lords에서 묘사된 트랜스포머 로봇 슈퍼 히어로 구상 내에서 대체 우주로 변경하여 확증되었다.

## 창작물

### 트랜스포머: 제너레이션 1(1984–1993)
제너레이션 1은 1984년과 1993년 사이에 등장한 트랜스포머 캐릭터의 변화 용어이다. 트랜스포머는 1980년대 일본 장난감 라인 마이크로맨과 다이아클론에서 시작되었다. 전자는 다양한 인간형 수치를 활용했고 후자는 로봇이 일상 차량, 전자 제품 또는 무기로 변형할 수 있도록 했다. 해즈브로, 지아이조: 현실 아메리칸 히어로  완구 라인은 마이크로맨 기술을 사용하여 큰 성공을 거두기 시작하여 다이아클론 완구를 구입해 다카라와 제휴했다. 짐 슈터와 데니스 오닐은 해즈브로에 고용되어 뒷이야기를 만들었다; 오닐은 또한 "옵티머스 프라임"이라는 이름을 만들었다." 그 후, 밥 부디안스키는 트랜스포머 캐릭터의 대부분을 만들어 이름 없는 다이아클론의 많은 인물들에게 이름과 개성을 부여했다.
트랜스포머 메카는 주로 일본 메카 애니메이션 프랜차이즈 매크로스(북미 로보텍 프랜차이즈에 적응한)의 창시자인 가와모리 쇼지에 의해 설계되었다. 가와모리는 1980년대 초(매크로스와 로보텍의 VF-1 발키리 등) 다이아클론과 매크로스 프랜차이즈에서 일하면서 기계를 변형하는 아이디어를 생각해냈고, 이후 다이아클론 기계는 트랜스포머의 기초를 제공했다.
제너레이션 1의 주요 개념은 영웅 옵티머스 프라임과 악당 메가트론, 그리고 그들의 최상급 병사들이 아크와 네메시스가 선사시대 지구에 추락한 뒤 1985년 일어나기 전 사이버트론이 전쟁의 영향으로 중립지대를 관통했다는 것이다. 마블 만화는 원래 스파이더맨과 닉 퓨리의 출연과 일부 카메오, 그리고 새비지 랜드를 방문하는 등 메인 마블 유니버스의 일부였다.
트랜스포머 TV 시리즈는 비슷한 시기에 시작되었다. 선보우 프로덕션과 마블 프로덕션이 제작한 후에 해스브로 프로덕션은 처음부터 부디안스키의 뒷이야기와 모순되었다. 이 TV 시리즈는 오토봇들이 새로운 에너지원을 찾고 있고, 디셉티콘 공격으로 추락하는 모습을 보여준다. 마블은 오토봇이 사이버트론에 접근하는 악한 소행성을 파괴하는 것으로 해석했다. 쇼크웨이브는 TV 시리즈에서 사이버트론이 없는 동안 교착 상태를 유지하며 메가트론에게 충실하지만,  만화책에서 디셉티콘을 지휘하려고 시도한다. 이 TV 시리즈는 또한 부디안스키가 다이노봇을 위해 만든 기원, 디셉티콘이 오토봇 제트파이어(TV에서 스카이파이어로 알려져 있음), 컨스트럭티콘(데바스데이터를 형성하기 위해 결합됨), 오메가 슈프림과 크게 다를 것이다. 마블 만화는 프라임이 기계에 생명을 주는 창조 매트릭스를 사용한다는 것을 일찍부터 확립한다. 두 번째 시즌에는 2부작 에피소드 '벡터 시그마의 열쇠'가 창조 매트릭스(트랜스포머에게 생명을 주는 것)와 같은 원래 목적을 달성한 고대 벡터 시그마 컴퓨터와 그 수호자인 알파 트라이온을 소개했다.
1986년에, 그 만화는 2005년을 배경으로 한 영화 트랜스포머: 더 무비가 되었다. 치명적인 부상을 입은 프라임이 울트라 매그너스에게 주기 때문에 매트릭스를 "오토봇 지도자의 매트릭스"라고 소개했다. 그러나 프라임이 죽으면서 그는 매트릭스를 떨어뜨리고, 그 매트릭스는 핫 로드에게 잡히고 핫 로드는 나중에 영화에서 로디머스 프라임이 된다. 행성을 집어삼키는 변압기 유니크론은 그 힘을 두려워하고 갈바트론으로서 심하게 손상된 메가트론을 재창조되는 것뿐만 아니라 봄셸이나 스카이워프가 사이클로너스가 되는 것, 썬더크래커가 스커지가 되는 것, 그리고 스커지의 사냥꾼이 되는 다른 두 명의 인섹티콘이 되는 것. 최종적으로, 로디머스 프라임은 매트릭스를 꺼내 유니크론을 파괴한다. 영국에서는 주간 만화책이 미국 재 인쇄물을 따라가기 위해 원본 자료를 삽입했으며 더 무비는 많은 새로운 자료를 제공했다. 작가 사이먼 퍼먼은 갈바트론을 여행하는 시간과 관련된 영화 스핀오프로 연속성을 확장하기 시작했다. 이 영화에는 갈바트론 역의 레너드 니모이, 재즈 역의 스캣맨 크로더스, 클리프점퍼 역의 케이시 카셈, 유니크론 역의 오손 웰스, 정키온스(렉가, 영화에는 이름이 없지만)의 리더로 에릭 아이들의 게스트 목소리도 등장했다. 영화의 트랜스포머 테마곡은 라이온이 "위어드 알 얀코빅 "가 사운드트랙에 노래를 추가하면서 연주했다.
세 번째 시즌은 영화에 뒤를 이랐고, 쿠인테슨이 사이버트론을 공장으로 사용했다는 사실이 폭로되었다. 그들의 로봇은 반항하고, 시간이 지나면 노동자들은 오토봇이 되고 군인들은 디셉티콘이 된다. (참고: 이것은 시리즈의 첫 두 시즌에 제시된 배경과 모순되는 것으로 보인다.) 변화를 개발하는 것은 오토봇이다. 대중의 요구로 인해 옵티머스 프라임은 3번째 시즌이 끝날 때 부활하고 시리즈는 3개의 에피소드 스토리 호로 끝났다. 하지만, 시리즈의 일본 방송은 1987년 미국 시리즈의 끝을 무시하고 스토리 라인을 계속하기 위해 완전히 새로운 시리즈를 만들기 전에 새로 제작된 OVA, 스크램블 시티로 보완되었다. 확장된 일본어 실행은 헤드마스터, 슈퍼 갓 마스터포스, 빅토리와 존으로 구성되었으며, 그 다음 배틀스타: 콘보이의 귀환 및 작전: 결합으로 설명된 잡지 형태로 구성된다. TV 시리즈가 마무리되는 것처럼 마블은 계속 연속성을 확장했다. 이것은 비록 오늘날에도 불구하고 프라임과 메가트론을 죽임으로써 더 무비의 예를 따랐다. 다이노봇 리더 그림록이 오토봇 리더로 취임한다. 지아이조의 크로스오버와 한정판 시리즈 트랜스포머: 헤드마스터가 있었고, 이는 네불론 행성으로 범위를 더욱 확장시켰다. 이것은 파워마스터로서 프라임을 부활시키는 주요 칭호로 이어졌다.
영국에서는 신화가 계속 성장했다. 프라이머스는 트랜스포머의 창조자로 소개되어 사이버트론 행성이 그의 물질적인 몸을 제공하고 그의 적수 유니크론과 싸웠다. 오토봇이 만든 뒷이야기로 성차별에 대한 인간의 비난을 잠재우는 등 트랜스포머는 성별 개념이 없다는 내용의 만화책임에도 불구하고 여성 오토봇 알씨도 등장했다. 메가트론의 2인자 격인 사운드웨이브 역시 만화의 연속성이 역사를 부정확하게 표현한 것이라고 비판하며 글자 페이지의 네 번째 벽을 허물었다. 영국은 또한 액션 포스에서 크로스오버를 했고, 영국은 대응물로 지아이조였다. 이 만화책에는 부활한 메가트론이 등장했는데, 퍼먼은 메가트론이 아직 죽은 것으로 묘사한 미국 만화책을 인수했을 때 클론으로 다시 복귀했다. 미국 만화는 1991년까지 80건의 이슈로 지속될 것이며, 영국 만화는 드림웨이브 프로덕션으로 대체 될 때까지 332건의 이슈와 몇 편으로 몇 년간 계속되었다.
2009년에, Shout! Factory는 리더십의 매트릭스 에디션이라는 16-DVD 박스 세트로 전체 G1 시리즈를 출시했다.

#### 트랜스포머: 제너레이션 2(1993–1995)
12호로 발행된 신작 시리즈 "트랜스포머: 제너레이션 2"와 함께 마블의 트랜스포머가 새로운 완구 라인을 판매할 수 있는 발판을 마련한 것은 1993년 "지아이조" 만화책의 5권의 발행물이였다.
이 이야기는 트랜스포머가 원래 사악한 스웜을 만들어 내면서 프라이머스에 의해 중단되었지만, 트랜스포머들이 원래 무성생식적으로 번식한다는 것을 보여주었다. 그러나, 오토봇이나 디셉티콘 둘 다, 새로운 제국은 그것을 되찾고 있지 않다. 1년간 이어진 발행이 옵티머스 프라임과 메가트론의 동맹으로 마무리됐지만, 최종판은 디셉티콘의 조상인 리즈 맥시모를 소개했다. 이 사소한 클리프행거는 작가 사이먼 퍼먼이 독점적인 소설 "Alignment"에서 자신의 이야기를 마무리한 2001년과 2002년 트랜스포스 대회까지 해결되지 않았다.

#### 비스트 워즈와비스트 머신즈(1996–2000)
이 이야기는 "대전쟁" 이후 300년 만에 옵티머스 프라이멀이 이끄는 맥시멀들(새로운 오토봇)과 메가트론이 이끄는 프레데콘의 작은 단체에 초점을 맞추었다. 트랜스워프 공간을 통해 위험한 추격을 한 후, 맥시멀 당파와과 프레데콘 당파는 결과적으로 지구와 비슷한 원시적이고 미개한 행성에 추락하게 되었다. 그러나 두 개의 위성과 위험한 수준의 에너존(나중에 인공 제2의 위성을 가진 선사시대 지구로 밝혀져, 오리지널 트랜스포머 만화의 1화부터 오토봇과 디셉티콘이 가사상태에 있었던 400만년 동안에 일어나고 있다.)으로, 정지 잠금 장치에 들어가지 않고 기능하기 위해 유기적인 짐승 형태를 취하도록 강요한다. 이 첫 화를 쓴 후 밥 포워드와 래리 디틸리오가 G1 트랜스포머에 대해 알게 되었고, 만화와 마블 코믹스에 대한 수많은 호출를 통해 비스트 워즈를 제너레이션 1 세계관의 일부로 확립하면서, 그것의 요소들을 그들의 대본에 대한 역사적 뒷이야기로 사용하기 시작했다. 첫 번째 시즌이 끝날 무렵, 두 번째 위성과 에너존은 보크(Vok)로 알려진 의문의 외계인 종족에 의해 만들어진 것으로 밝혀졌다.
두 번째 위성이 파괴되면서 인물 중 일부를 "트랜스메탈"으로 만드는 신비한 에너지가 방출되고, 이 행성이 선사시대의 지구로 밝혀지면서  "아크 "의 발견으로 이어진다. 메가트론은 오리지널의 옵티머스 프라임을 죽이려 하지만, 3번째 시즌이 시작될 때, 프라이멀은 간신히 스파크를 보존한다. 두 시즌 후속 시리즈인 비스트 머신즈에서 사이버트론은 유기적인 기원을 갖고 있는 것으로 드러나 메가트론이 근절을 시도한다.
일본에서 방영된 비스트 워즈(26화 포함)의 첫 시즌이 끝난 뒤 일본인들은 문제에 직면했다. 두 번째 캐나다 시즌은 13화에 불과했으며 일본 TV에서 방영할만큼 충분하지 않았다. 세 번째 캐나다 시즌이 완성되기(그래서 시즌2에 추가해 총 26편 제작)를 기다리는 동안 2편의 단독 스페셜 시리즈 비스트 워즈 2(비스트 워즈 세컨드라고도 부름)와 비스트 워즈 네오를 제작해 그 공백을 메웠다. 드림웨이브는 설정을 변경하여 비스트 워즈가 G1 셰계관의 미래가 될 것이라고 밝혔고 2006 IDW 만화책인 Beast Wars: The Gathering은 결과적으로 시즌3 동안 설정된 이야기에서 일본 시리즈를 캐논으로 확인했다.
비스트 워즈는 G1 만화 시리즈와 만화 모두에서 나온 요소들이 담겼다. 만화에서 가져온 속성으로는 여성이었던 트랜스포머, 스타스크림의 등장(트랜스포머 더 무비에서 갈바트론에게 살해당하는 장면을 언급)과 플라즈마 에너지방과 벡터 시그마의 열쇠 등이 있다. 트랜스포머 함선의 이름, "아크"(그리고 탑승한 트랜스포머가 활동한 해인 1984년을 참고)와 지능적으로 보여지는 캐릭터, 래비지, 유기적인 핵심을 가진 사이버트론은 만화에서 따온 요소들이었다.
2011년, Shout! Factory는 DVD로 비스트 워즈의 컴플리트 시리즈를 발매했다.

#### 드림웨이브 프로덕션 (2001–2005)
2001년 드림웨이브 프로덕션은 마블에서 각색한 연간 만화의 새로운 세계관을 시작했지만 애니메이션의 요소도 포함시켰다. 드림웨이브 이야기는 오토봇이 지구에서 디셉티콘을 물리쳤다는 개념을 따랐지만, 1997년 아크 2호에서 사이버트론으로 향한 그들의 귀환 여정은 현재 지구의 지배자인 쇼크웨이브에 의해 파괴된다. 이야기는 거기서부터 이어지고, 두 개의 6개 발행 한정 시리즈로 전해져, 그 다음 10개 발행의 진행 시리즈로 이야기되었다. 이 시리즈는 또한 프리머스의 존재를 믿는 모든 트랜스포머, 메가트론이 전쟁을 시작하도록 이끄는 사이버트로니안 정부의 부패, 사이버트론과 알려지지 않은 관련성을 가진 지구와 같은 추가적인 복잡성을 추가했다.
3권의 Transformers: The War Within 한정판 시리즈 출판되었고. 이것들은 대전쟁 초기를 배경으로 프라임이 한때 옵트로닉스라는 서기였던 것으로 식별하고 있다. 비스트 워즈 또한 이 연속성의 미래로 변경하여 언급되었는데, 프로필 시리즈인 "More than Meets the Eye"는 프레데콘 메가트론이 드림웨이브의 등장인물을 상세히 묘사하고 그의 이름을 원래 메가트론에서 따온 역사적 파일을 보는 것을 보여준다. 2004년 이 현실 세계는 인물의 비우주적 요소를 논할 때 드림웨이브의  "진정한" 연속성에 초점을 맞춘 세 편의 소설과 돌링 킨더슬리 가이드에도 영감을 주었다. 새로운 반전으로, 프라이머스와 유니크론은 형제자매인데, 이전에는 더 원으로 알려져 있었다. 아크가 사라진 후 설정된 Transformers: Micromasters도 출판되었다. 실제 세계는 2005년 드림웨이브가 파산하면서 와해됐다. 이로 인해 제너레이션 1 이야기가 걸려 있었고 3권의 War Within은 절반으로 끝났다. 비스트 워즈와 비스트 머신즈의 만화책 세트 계획도 실현되지 않은 채 남겨졌다.

#### 지아이조크로스오버 (2003-현재)
수 년 동안 G1 캐릭터는 같은 해즈브로 소유물인 지아이조와 크로스오버에서 주연을 맡았다. 하지만 마블이 출판한 크로스오버는 드림웨이브와 지아이조가 발표한 더 큰 줄거리와 연속성이 있었다. 출판사 데블스 듀 출판사는 그들만의 실제 세계를 차지하고 있다. 데블스 듀에서 테러 조직 코브라는 트랜스포머를 찾고 재활성화하는 책임을 맡고 있었다. 드림웨이브의 형태는 2차 세계대전 설정에서 익숙한 G1과 지아이조 캐릭터를 재구성하며, 비록 드림웨이브의 파산은 하나의 이슈 후에 취소되었다는 것을 의미했지만, 오늘날에는 두 번째 한정판 시리즈가 출시되었다. 데블스 듀는 코브라에게 트랜스포머를 재설계하여 익숙한 코브라 차량으로 바꾸게 하고, 등장인물들을 시간을 여행하게 하고, 서펜터와 싸우고 코브라라와 유니크론의 결합적인 위협에 직면하게 하는 미니 시리즈를 추가로 출판했다. 이 기간 동안, 코브라는 디셉티콘과 부대를 이루었다. IDW 출판사가 자체 크로스오버에 관심을 표명했다.

#### IDW 출판사 (2005–현재)
다음 해 IDW 출판사는 다양한 한정판 시리즈와 원샷 내에서 처음부터 G1 시리즈를 재시작했다. 이를 통해 마블과 드림웨이브 코믹스의 오랜 작가 사이먼 퍼먼은 얼티밋 마블과 마찬가지로 연속성에 방해받지 않고 자신만의 우주를 만들 수 있었다. 이 새로운 연속성은 원래 Transformers: Spotlight로 알려진 동반 시리즈의 트랜스포머라는 만화책 시리즈로 구성되었다. 주요 시리즈는 여러 개의 이야기 호로 나뉘었다. 결국 IDW 출판사가 매출을 잃으면서 이 시리즈는 약간 재부팅을 받았다. All Hail Megatron을 시작으로 계속되는 만화로 미니 시리즈와 Spotlight 형식을 버리고 새로운 방향으로 시리즈가 설정됐다. 2012년까지 이 시리즈는 The Transformers: More Than Meets The Eye, The Transformers: Robots in Disguise(이후 2015년 “The Transformers”로 변경)와 The Transformers: Till All Are One까지 3개의 시리즈로 나뉘었다.

#### 대체적 이야기
2006년 1월 해즈브로 트랜스포머 컬렉터 클럽 만화는 트랜스포머 클래식 장난감 라인을 원작으로 마블 코믹스 세계관을 배경으로 하되 제너레이션 2 만화를 제외한 이야기를 썼다. 메가트론이 라쳇과 함께 아크에 추락한 지 15년이 지난 지금, 그들의 고전적 신체에 있는 등장인물들과 함께 계속되고 있다. IDW 출판사는 2006년 The Transformers: Evolutions를 소개했다. 이 시리즈는 G1 캐릭터들를 다양한 방식으로 재생각하고 재해석하는 미니 시리즈 모음이였다. 지금까지, 캐릭터들을 산업 혁명 시대의 배경에 두고, 오직 하나의 미니 시리즈, 강철의 혼만이 출판되었다. 이 시리즈는 해스브로가 실사영화가 개봉되기 전에 신인들을 너무 많은 허구의 우주와 혼동하고 싶지 않았기 때문에 연기되었다.
하지만, IDW와 원래 출판사인 마블 코믹스는 Avengers와 영화 New Avengers/Transformers와 일치하도록 크로스오버 스토리 라인을 발표했다. 이 이야기는 심카리아와 라트베리아의 경계를 배경으로 하고 있으며, 이것의 허구적인 우주는 IDW의 The Transformers의 Infiltration와 Escalation 단계 사이에 있다. IDW 편집장인 크리스 라이언은 이것이 주요 연속성으로 옮겨지는 요소를 암시했고, 속편이 가능하다고 말했다. 2018년 6월에 스타트렉과 트랜스포머 크로스오버가 2018년 9월에 출판 될 것이라고 발표되었다.

### 로봇 인 디스가이즈(2000–2001)
2000년 일본에서 첫 방송된 로봇 인 디스가이즈는 39부작으로 구성된 단일 애니메이션 시리즈였다. 그 후 몇 년 동안 다른 나라로 수출되었다. 이 연속성에서 메가트론은 디셉티콘을 지구상의 프레데콘의 하위당파로로 재현하는데, 이는 비스트 시대의 동물 기반 캐릭터의 이전 지배에 따른 차량 기반 캐릭터로의 복귀에 대한 잠재적인 언급이다. 옵티머스 프라임, 울트라 매그너스, 사이드 번, 프라울 등 로봇 인 디스가이즈의 일부 캐릭터들이 결과적으로 트랜스포머: 유니버스에 출연하긴 했지만 다른 트랜스포머 픽션과는 연관성이 없는 독립형 우주다.
이 프로그램은 세계무역센터에 대한 9·11 테러 이후 건물이 파괴됐다는 내용과 테러 언급 등의 이유로 미국에서 높은 검열을 받았다. 이 프로그램은 결국 미국의 케이블 TV 방송에서 금지되었다.

### 유니크론 삼부작 (2002–2006)
2002년 출시돼 트랜스포머 디자이너 아론 아처의 "유니크론 삼부작"으로 불리는 이 세 라인은 다카라와(적은 정도) 해스브로의 공동 제작으로, 양국에서 동시 발표한 작품으로 각각 52부작이 지속되고 있다. 아마다는 오토봇과 디셉티콘이 지구상에서 강력한 미니콘을 발견하는 데 이어 끝에서 유니크론의 무기임이 밝혀진다. 10년 후 설정된 에네존은 디셉티콘과 테러콘들이 유니크론을 에너존으로 부활시키는 것을 막기 위한 싸움에서 오토봇과 옴니콘이 뒤를 이었다.
일본에서는 트랜스포머: 사이버트론 시리즈가 앞선 두 편의 시리즈와 아무런 연관성을 보이지 않으며 자신만의 이야기를 들려주고 있다. 이것은 해즈브로가 아마다/에네존의 후속 조치로 사이버트론을 매각했을 때 연속성 문제를 야기시켰다. 이는 대부분 유니크론, 프라이머스, 프라임, 미니콘에 대한 언급에 불과했지만, 작가들은 이를 해결하기 위해 일본판에서 특정 줄거리 요소를 바꾸려고 시도했다.
마블이 제너레이션 원의 동반 만화를 제작한 것처럼 드림웨이브 프로덕션은 만화책과 다른 연속성을 배경으로 한 만화책 트랜스포머 아마다를 출판했다. #19에서, 이것은 트랜스포머 에너존이 되었다. 드림웨이브는 파산했고 #30 줄거리가 완성되기 전에 모든 출판물을 중단했다. 그러나, 트랜스포머 팬클럽은 사이버트론 시대를 배경으로 한 몇 가지 이야기를 출판했다.

### 트랜스포머: 유니버스(2003–현재)
주로 비스트 머신즈를 배경으로 한 트랜스포머: 유니버스의 줄거리에서는기존과 새로운 것을 포함한 많은 다양한 대체 연속성들의 등장인물들이 서로 마주치는 것을 본다. 이 이야기는 공식 트랜스포머 수집가 집회만을 위한 완성되지 않은 만화책에서 전해졌다.

### 실사영화 시리즈 (2007–현재)
2007년 마이클 베이는 트랜스포머를 기반으로 한 실사영화를 감독했고 스티븐 스필버그는 책임 제작자로 활동했다. 이 영화에는 샤이아 라보프, 조시 더하멜, 메간 폭스, 타이리스 깁슨이 주연으로 출연하며, 성우 피터 컬런과 휴고 위빙의 목소리 옵티머스 프라임, 메가트론으로 각각 출연했다. 트랜스포머는 호평이 엇갈리며 흥행에 성공했다. 이 영화는 45번째로 높은 수익을 올린 영화이며 2007년 5번째로 높은 수익을 올린 영화로 전 세계적으로 약 7억 9천만 달러의 수익을 올렸다. 이 영화는 시각 효과 협회로부터 4개의 상을 받았고 아카데미에서 최우수 사운드 편집상, 최우수 사운드 믹싱상, 최우수 시각효과상 등 3개 부문에 노미네이트됐다. 샤이아 라보프의 공연은 엠파이어가 극찬했고, 1980년대 옵티머스 프라임의 피터 컬런의 대표는 팬들의 호평을 받았다. 후속작인  트랜스포머: 폴른의 복수가 2009년 6월 24일에 개봉되었다. 이것은 대부분 부정적인 평가를 받았지만 상업적인 성공을 거두며 전작보다 더 많은 수익을 올렸다. 세 번째 영화인  트랜스포머: 다크 오브 더 문 은 2011년 6월 29일에 3D로 발표되었으며, 10억 달러 이상의 총 수익을 올렸으며 평가가 엇갈렸다. 부정적인 평가가 엇갈리면서도 10억 달러가 넘는 수익을 기록한 네 번째 영화  트랜스포머: 멸종의 시대 가 2014년 6월 27일에 개봉하였다. 5번째 영화  트랜스포머: 최후의 기사가 2017년 6월 23일에 개봉했다. 범블비는 2018년 12월 21일에 개봉되었으며, 이후 영화 프랜차이즈의 리부트가 선언되었지만, 첫 번째 영화의 프리퀄 역할을 했다.

### 트랜스포머: 애니메이티드(2007–2010)
트랜스포머: 애니메이트는 2008년 초 미국 카툰 네트워크에서 방영된 만화이다. 원래 트랜스포머: 히어로즈라는 제목으로 2007년 이후로 예정된 트랜스포머: 애니메이티드는 로봇과 인간이 나란히 살아가는 2050년 디트로이트(50년 전 추락 착륙 후)를 배경으로 한다. 오토봇은 지구에 와서 슈퍼히어로 역할을 맡고, 메가트론이 다시 등장할 때까지 더 작은 역할을 가진 디셉티콘과 사악한 인간들과 싸우며 싸우게 된다. 주요 캐릭터로는 오토봇 옵티머스 프라임, 범블비, 벌크헤드, 프라울, 라쳇 등이 있다. 디셉티콘 메가트론, 스타스크림, 블리츠윙, 러그너트 및 블랙아라크니아; 인간 교수 섬닥과 사리 삼닥이 있다. 원래 트랜스포머 만화와 1986년 애니메이션 영화에 출연했던 몇몇 등장인물들뿐만 아니라 만화책에서만 볼 수 있는 등장인물들은 프로그램 내내 특별한 출연과 카메오를 하고 있으며, 다양한 성우(코리 버튼, 존 모쉬타 주니어, 수잔 블루, 저드 넬슨 포함)가 그들의 역할을 되풀이하고 있다.

### 디셉티콘을 위한 사냥 (2010)
2010년, 해즈브로는 영화 세계로 장난감 라인을 확장했다. 이 라인은 단순히 트랜스포머로 브랜드화되어 있으며 디셉티콘을 위한 사냥이라는 선전이 포함되어 있다. 선전은 수집가들이 트랜스포머닷컴에서 온라인 게임에 접속할 때 사용하는 코드 번호로 구성됐다. 장난감 라인은 기존 영화 캐릭터의 리데코 및 재형뿐만 아니라 제너레이션 1 및 제너레이션 2의 새로운 형태의 캐릭터로 구성되었다.
이 장난감 라인의 강조는 리더급 스타스크림, 배틀 옵스 범블비, 보이저급 옵티머스 프라임과 디럭스급 범블비의 더 정확한 영화 재설계를 포함한다.

### 얼라인드 세계관 (2010–2020)
해즈브로는 2001년에 시작된 리부트의 여파를 막기 위한 시도로 모든 트랜스포머 미디어를 하나의 연속성으로 통합하려는 의도로 얼라인드 세계관을 만들었다.
그러나, 이 연속성의 이름은 공식적이지 않았다. 해즈브로가 이것을 "얼라인드 연속성"이라고 언급한 후 팬들에 의해 채택되었다.
소설 두 편, 비디오 게임 몇 편, 애니메이션 몇 편으로 구성되어 있으며, 보충 자료도 함께 수록되어 있다. 비디오 게임, 소설, 텔레비전 시리즈는 창조적인 차이, 잘못된 의사소통, 끊임없는 부서 변화, 그리고 354페이지 분량의 브랜드 성경인 "바인더 오브 레벌레이션"에 대해 전혀 알지 못하는 다른 사람으로 대체되고 있기 때문에 서로 모순된다.

### 트랜스포머 사이버버스 (2018–2020)
볼더 미디어 리미티드, 해즈브로 스튜디오, 카툰 네트워크를 위한 올스파크 애니메이션이 제작하여 2018년 9월 1일부터 방영을 시작하였다.
"챕터"라는 이름의 두 시즌이 계획되었는데, 첫 번째 시즌은 2018년에 방영되었고 파워 오브 더 스파크라는 부제가 붙은 두 번째 시즌은 2019년에 계획되었다.
사이버버스는 G1, 비스트 워즈, 실사영화 시리즈, 애니메이션, 얼라인드 연속성을 가로지르는 캐릭터와 요소를 사용한다. 프랜차이즈 TV 시리즈 중 최초로 11분짜리 방송시간(프라임 워즈 3부작 후자 2부작이 처음 이 형식을 활용했다)과 일반적인 LA 대신 뉴욕 출연진을 섭외한 점이 눈에 띈다.

## 공식 집회 및 수집가 클럽 출시
공식적으로 인정된 팬 집회(일반적으로 봇콘이라고 함)는 1994년부터 거의 매년 개최되고 있다. 처음 몇몇 집회는 개별 팬들이 기획했지만, 팬메이드 업체인 3H 엔터프라이즈(이후 3H프로덕션으로 변경)가 1997년부터 2002년까지 봇콘에 라이센스를 확보했다. 이 라이센스는 2005년 펀 퍼블러케이션라는 새로운 단체에 의해 확보되었는데, 그는 2016년까지 이 라이센스를 보유했고, 그 후 해즈브로는 많은 미디어 프랜차이즈(지아이조 포함, M.A.S.K., 우주 기사 롬, 마이크로노트, 비저네어 등 단일 우주)를 합병하기 위한 전략의 일환으로 라이센스를 회수했다.
집회는 해즈브로에 의해 공식적으로 승인되기 때문에 발표자는 봇콘에서 판매할 공식, 제한된 장난감, 소설 및 기타 상품을 생산할 수 있었다. 봇콘 장난감은 수년에 걸쳐 극적으로 성장해 왔다. 1994년에는 참석자들에게 한 개의 피규어가 제공되었다. 2010년에는 박스 세트, 기념품 상품 및 사용자 맞춤 등급을 통해 15개의 다양한 피규어를 만날 수 있었다.
허구적인 기여 또한 수년간 증가해왔다. 2005년 이전에, 대부분의 집회는 하나의 만화책을 발표했고, 종종 그 해 출시된 장난감과 동반되었다. 그러나 펀 퍼블러케이션가 라이센스를 인수한 이후, 매년 봇콘 만화책 공식 클럽 웹 사이트에서 독점적으로 이용할 수 있는 온라인 글 스토리로 보완되었으며, 각 호에 6쪽짜리 만화책이 있는 회원에게 2개월마다 발행되는 잡지가 제공되었다.
"트랜스포머: 타임라인"이라는 용어로 그룹화된 펀 퍼블러케이션 픽션은 제너레이션 1, 비스트 워즈, 사이버트론을 포함한 다양한 기존 트랜스포머 프랜차이즈와 트랜스테크, 섀터드 글래스와 같은 펀 퍼블러케이션에 의해 특별히 만들어진 새로운 세계관을 다룬다.
펀 퍼블러케이션가 더 이상 트랜스포머 또는 지아이조 집회를 운영하지 않을 것이라고 2016년에 발표되었다. 대신 해스브로는 모든 라이선스 자산을 특징으로하는 새로운 협약인 해즈콘을 발표 할 것이었다.

## 같이 보기
- 트랜스포머 (종족)
- 트랜스포머 명예의 전당